# 淳化街道
淳化街道，是中华人民共和国江苏省南京市江宁区下辖的一个乡镇级行政单位。

## 行政区划
淳化街道下辖以下地区：
淳化社区、双岗社区、青山社区、青龙社区、索墅社区、吴墅社区、田园社区、土桥社区、新兴社区、茶岗村、周郎村、滨淮村、民主村、周子村、西埠村、西城村和柏树村。